# Liste der Naturdenkmale in Atzelgift
Die Liste der Naturdenkmale in Atzelgift nennt die im Gemeindegebiet von Atzelgift ausgewiesenen Naturdenkmale (Stand 13. Juni 2024).

## Naturdenkmale
| Nr.         | Bezeichnung                 | Lage                                  | Beschreibung  | Bild            |
| ----------- | --------------------------- | ------------------------------------- | ------------- | --------------- |
| ND-7143-412 | Alte Linde in der Ortsmitte | Marienstätter Straße, bei Nr. 25 Lage | Tilia cordata | Fotos hochladen |